# Mortal Kombat : Les Gardiens du royaume
Mortal Kombat : Les Gardiens du royaume (Mortal Kombat: The Animated Series ou Mortal Kombat: Defenders of the Realm) est une série télévisée d'animation et de science-fiction américaine en 13 épisodes de 25 minutes, produite par Film Roman Productions d'après le jeu vidéo Mortal Kombat et diffusée entre le 21 septembre et le 14 décembre 1996 sur USA Network.
En France, la série est diffusée à partir du 16 janvier 2000 sur France 2.

## Synopsis
Un groupe de guerriers courageux affronte les forces démoniaques du terrible empereur Shao Khan.

## Distribution

### Voix françaises
- Thierry Buisson : Rayden
- Luc Boulad : Liu Kang
- Naiké Fauveau : Kitana
- Blanche Ravalec : Sonya Blade, Sheeva
- Lionel Tua : Kurtis Stryker
- Laurent Morteau : Jax
- Thierry Mercier : Subzero
- Antoine Nouel : Shang Tsung, Scorpion, Nightwolf, Baraka, Rain, Sector, Quan Chi, Kabal

## Épisodes
1. Le combat recommence (Kombat Begins Again)
2. La Piqûre du scorpion (Sting of the Scorpion)
3. La Langue acide (Acid Tongue)
4. Une jalousie dangereuse (Skin Deep)
5. Les vieux amis ne meurent jamais (Old Friends Never Die)
6. Travail d'équipe (Familiar Red)
7. Affaire de femmes (Fall from Grace)
8. Le Secret de Quan Chi (The Secret of Quan Chi)
9. Résurrection (Resurrection)
10. Les Épées d'Ilkan (Swords of Ilkan)
11. Repentir tardif (Amends)
12. Remise en question (Abandoned)
13. Le Grand Chambardement (Overthrown)

## Commentaire
Au contraire du jeu vidéo et des films, les effusions de sang et la violence sont absents et la censure est outrée.